# Горобець короткопалий
Горобець короткопалий (Carpospiza brachydactyla) — вид горобцеподібних птахів родини горобцевих (Passeridae).

## Поширення
Вид поширений в Середній Азії, на півдні Кавказу, на Близькому Сході, Аравійському півострові та на північному сході Африки від півдня Туркменістану та Вірменії на південь до Ефіопії. Бродяжні птахи спостерігалися на південному сході Європи. Природними середовищами проживання є субтропічні або тропічні сухі чагарники та помірні пасовища.